# De Soto (Georgia)
De Soto è una città degli Stati Uniti d'America, situata in Georgia, nella Contea di Sumter.